# یوزف هوبن
یوزف هوبن (آلمانی: Josef Houben؛ زاده ۲۷ اکتبر ۱۸۷۵ درگذشته ۲۸ ژوئن ۱۹۴۰) یک شیمی‌دان در زمینه شیمی آلی اهل آلمان بود.